# Homivka, Radomîșl
Homivka (în ucraineană Хомівка) este un sat în comuna Krîmok din raionul Radomîșl, regiunea Jîtomîr, Ucraina.

## Demografie
Componența lingvistică a localității Homivka
     Ucraineană (96,97%)
     Rusă (3,03%)
Conform recensământului din 2001, majoritatea populației localității Homivka era vorbitoare de ucraineană (96,97%), existând în minoritate și vorbitori de rusă (3,03%).